# Porfirión

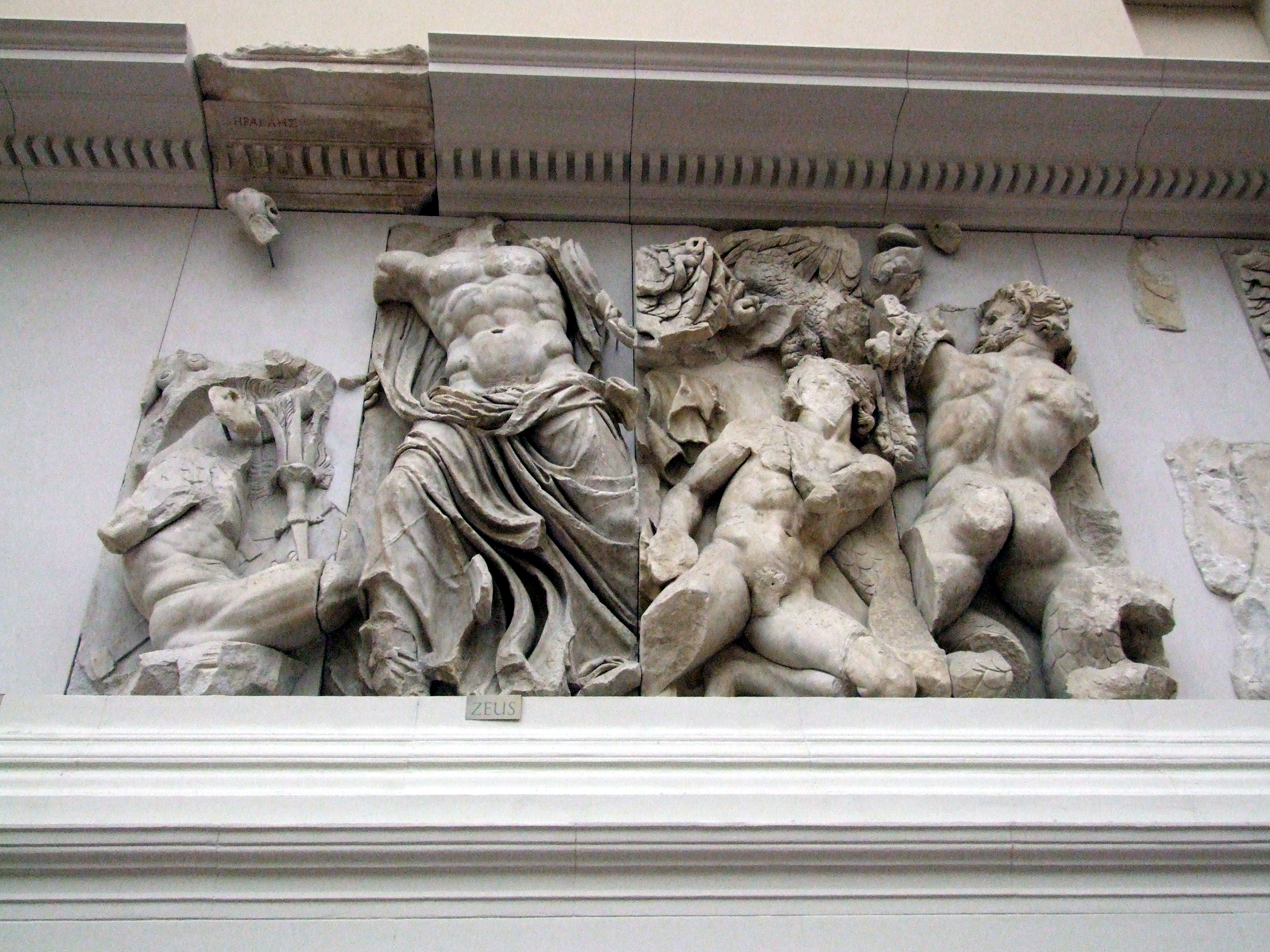
Zeus contra Porfirión, Museo de Pérgamo (Berlín).

En la mitología griega, Porfirión o Porfirio (Πορφυρίων / Porphyríōn: «empujar», «levantarse», «brotar») era uno de los gigantes. Según Apolodoro aventajaba al resto de gigantes y fue engendrado por Urano y Gea. El origen de Porfirión también lo ubica como un ser más primordial. Según Higino, era hijo de Érebo y la Noche y lo incluye dentro de la nómina de abstracciones personificadas. Algunos incluso dicen que Porfirión fue uno de los primeros seres en brotar del suelo. O Porfirión es descrito como el rey de los gigantes.
Porfirión fue uno de los gigantes que se rebelaron contra los dioses, intentando incluso lanzarles la isla de Delos. Para debilitarle, Zeus le inspiró sentimientos amorosos hacia Hera en mitad de la batalla, pero fue tal la violencia con que respondió el gigante que, intentando forzarla, llegó incluso a rasgar la túnica de la diosa. Zeus aprovechó este momento para fulminarlo con su rayo, mientras que Heracles lo remató atravesándolo con sus flechas. Según Nono, su madre Gea le prometió la mano de Hebe.